# كنعان أورن
أحمد كنعان أورَن أو كنعان إفرين (بالتركية: Kenan Evren) (17 يوليو 1917 – 9 مايو 2015)، سابع رؤساء تركيا كان رئيساً مؤقتاً للبلاد خلال فترة الانقلاب العسكري في الثمانينات وذلك منذ 12 سبتمبر 1980 إلى أن انتُخبَ رئيساً رسمياً للجمهورية في 9 نوفمبر 1982 حيث استمر في رئاسة الدولة إلى غاية 9 نوفمبر 1989.

## مسيرته ا لعسكرية
ولد في محافظة أنقرة، وتلقى تعليمه في مدينة مانيسا وباليكسير وإسطنبول، وتخرج في كلية أنقرة الحربية عام 1938، تخرج عام 1949 ضابطاً في الأكاديمية العسكرية ، وعمل مدفعياً في الجيش التركي، ثم شغل منصب قائد كتيبة مقاومة للطائرات بين سنوات 1940–1946 وآمر بطارية مدفعية ما بين 1947 و1957، ونائب رئيس العمليات العسكرية، ثم معلماً في كلية الأركان العسكرية بين 1957 و1958، ورئيس العمليات وضابط التدريب للفرقة العسكرية التركية في كوريا ما بين 1958 و1959. وآمر فوج، و رئيساً لأركان الجيش التركي في الفترة ما بين 1961 و1970 وقائد فيلق ورئيس هيئة (TLFC) للتفتيش بين 1973-1975 ونائب رئيس الأركان العامة من 1976-1977 وآمر للقوات البحرية 1977-1978، وأصبح رئيس الأركان العامة بين 1976-1983م.

## انقلاب 1980 في تركيا
في مطلع عام 1980 وجه الجنرال كنعان إيفرين عبر الصحف الصادرة في ذلك اليوم إنذاراً إلى جميع الأحزاب السياسية يحذرهم فيه خطر التمادي في نزاعاتهم وصراعهم ودعاهم إلى التعاون من أجل وضع حد للإرهاب والفوضى وأعمال القتل والسلب حرصاً على سلامة الوطن ووحدته وسلامة المواطنين وممتلكاتهم وإلا فإن الجيش سيكون مضطراً للتدخل.
وما أن اطلع الناس على هذا الإنذار حتى أُصيبوا بصدمة أيقظتهم من غيبوبة الهلع والخوف التي عاشوها على مدى السنوات الخمس السابقة التي أوقعهم فيها الإرهابيون والسياسيون على حد سواء، وبالنسبة إليهم كان تدخل الجيش هو الأمل الأخير لوضع حد لهذا الوضع الخطير.
على مدى تسعة أشهر تلت هذا الإنذار لم يُعِره السياسيون أي اهتمام واستمروا في تناحرهم وصراعهم.
في منتصف ليلة 11 أيلول/سبتمبر 1980 خرجت الدبابات تجوب شوارع المدن الرئيسة وسيطر الجيش على مبنى الإذاعة والتليفزيون وأُغلقت جميع المطارات المدنية والعسكرية، وطلب من رؤساء الأحزاب حزم حقائبهم تجهيزاً لاعتقالهم، كما انتقل الجنود إلى منزل بولنت أجاويد وسليمان ديميريل فاعتقلوهما ونقلوهما مع زوجتيهما إلى فندق في شبه جزيرة جاليبولي بمواجهة مضيق الدردنيل، أما نجم الدين أربكان وألب أرسلان توركش فقد نُقلا إلى مكان آخر في ضواحي إزمير، وفي ظهر اليوم التالي كان الانقلابيون قد أتموا سيطرتهم على البلد.

## وفاته
توفي في 9 مايو 2015 في مستشفى عسكري بأنقرة عن 97 عاماً.

## روابط خارجية
- كنعان أورن على موقع مونزينجر (الألمانية)
- كنعان أورن على موقع أوليمبيديا (الإنجليزية)